# Éditions des Cahiers libres
Pour les articles homonymes, voir Cahiers Libres.
 (février 2023).
Les Éditions des Cahiers libres sont une maison d'édition française, fondée en 1927 liée à la revue Les Cahiers libres (artistiques et littéraires) créée en 1924 par René Laporte et Lucien Henri Dumas.

## Historique
La maison d’édition fut transférée du 17, rue Lafayette de Toulouse au 57 avenue de Malakoff à Paris en 1928, mais devant les problèmes financiers rencontrés, le fonds est cédé à Robert Denoël en 1934 où René Laporte continuera pendant un an au sein de Denoël & Steele à diriger une collection « Cahiers Libres ».
La revue fut reprise par André Cayatte, ami de René Laporte, qui la renomma. Une autre collection du nom des « Cahiers libres » a été fondée en 1959 par François Maspéro, elle est actuellement incluse dans les éditions La Découverte.

## Ouvrages publiés
- Lettre sur le serviteur châtié, Henry de Montherlant, 1927, 5 illustrations.
- Nouveau Contes, Joseph Kessel, Toulouse, 1928
- Rumeur des âges, traduction de Maurice Betz, Rainer Maria Rilke, Toulouse, 1928
- Pages de mon carnet, Georges Duhamel, Toulouse, 1931
- Le Revolver à cheveux blancs, André Breton, 1932
- Les Vases communicants, André Breton, 1932